# Сандітон
Сандітон (англ. Sanditon) — незавершений роман 1817 року англійської письменниці Джейн Остін.

## Історія написання
У Сандітоні Остін спрямувала свою цікавість на дослідження вербальної побудови суспільства на прикладі міста та його мешканців, що ще перебувають у періоді формування. Остін почала працювати над романом у січні 1817 року та перервала працю 8 березня 1817 року. Рукопис роману мав назву «Брати» на честь братів Паркерів у історії. Після її смерті її родина перейменувала його на «Сандітон». Оригінальний рукопис включає лише перші 11 глав історії.

## Сюжет
Мешканці «сучасного Сандітону», як називає його Остін, переїхали з «старого будинку — будинку їхніх пращурів» і намагаються побудувати новий світ у формі сучасного прибережного комерційного міста. (Місто Сандітон, напевно, основане на місті Worthing, в якому Остін зупинялася, коли курорт вперше запрацював у 1804 році, чи на місті Істбурн. Місто є ідеальним не так у реальності, як в описах його мешканців.
Засновники Сандітону мають створити місто всередині кола своїх близьких знайомих перед тим, як поширити його у світ. Кожного разу, коли ці містяни збираються, їх «розмови повністю йдуть навколо Сандітону, кількості його відпочивальників та шансів на гарний сезон». Таким чином, ці люди є засновниками та меценатами міста засобами уявних картинок, якими вони діляться під час розмов. Вони будують місто на словах набагато якісніше, ніж це відбувається насправді. Пізніше події покажуть, що і близько не буде такого великого напливу відпочивальників і що місто навряд розвинеться так швидко, як каже містер Паркер; але у його свідомості місто процвітає.
З цих обговорень близьких друзів слава Сандітону шляхом листів та розмов поширюється. Сестра містера Паркера посилає йому листа, в якому стверджує, що вмовила дві великі родини приїхати в Сандітон, застосувавши багато контактів. Остін дозволяє читачу додумати розвиток репутації міста, коли вона поширюється від людини до людини в одному напрямку та шляху поповнення людей в іншому.
«Сандітон» — це текст, що демонструє цікавість Остін до практичних результатів комінікації — прийом, з яким вона експериментувала з часу використання епістолярного жанру у "Леді С'юзан".

## Екранізації
- Сандітон (англ. Sanditon) — восьмисерійний телесеріал 2019 року, адаптований сценаристом Ендрю Девісом на замовлення телеканалу ITV.

## Зв'язки
- Jane Austen Information Page
- Jane Austen Centre, Bath, England